# Fényrécék
A fényrécék (Cairini)  a madarak osztályának lúdalakúak (Anseriformes) rendjébe, a récefélék (Anatidae) családjába, azon belül a  réceformák (Anatinae) alcsaládjába tartozó nemzetség.

## Rendszerezés
A nemzetségbe a következő nemek és fajok tartoznak.
- Aix  (F.Boie, 1828) – díszrécék, 2 faj
  - karolinai réce vagy kisasszonyréce (Aix sponsa)
  - mandarinréce (Aix galericulata)

- Pteronetta  (Salvadori, 1895) – kongói récék, 1 faj
  - kongói réce (Pteronetta hartlaubii)

- Cairina  (Fleming, 1822) – pézsmarécék, 2 faj
  - pézsmaréce (Cairina moschata)
  - dzsungelréce (Asarcornis scutulata)

- Chenonetta  (Brandt, 1836) – sörényes ludak, 1 faj
  - sörényes lúd (Chenonetta jubata)

- Amazonetta (Boetticher, 1929) – amazonasi récék, 1 faj
  - amazonasi réce (Amazonetta brasiliensis)

- Nettapus  (Brandt, 1836) – törpeludak, 3 faj
  - afrikai törpelúd vagy bantu törpelúd (Nettapus auritus)
  - kétszínű törpelúd (Nettapus coromandelianus)
  - kendermagos törpelúd (Nettapus pulchellus)

- Callonetta  (Delacour, 1936) – vörösvállú récék, 1 faj.
  - vörösvállú réce (Callonetta leucophrys)